# W71

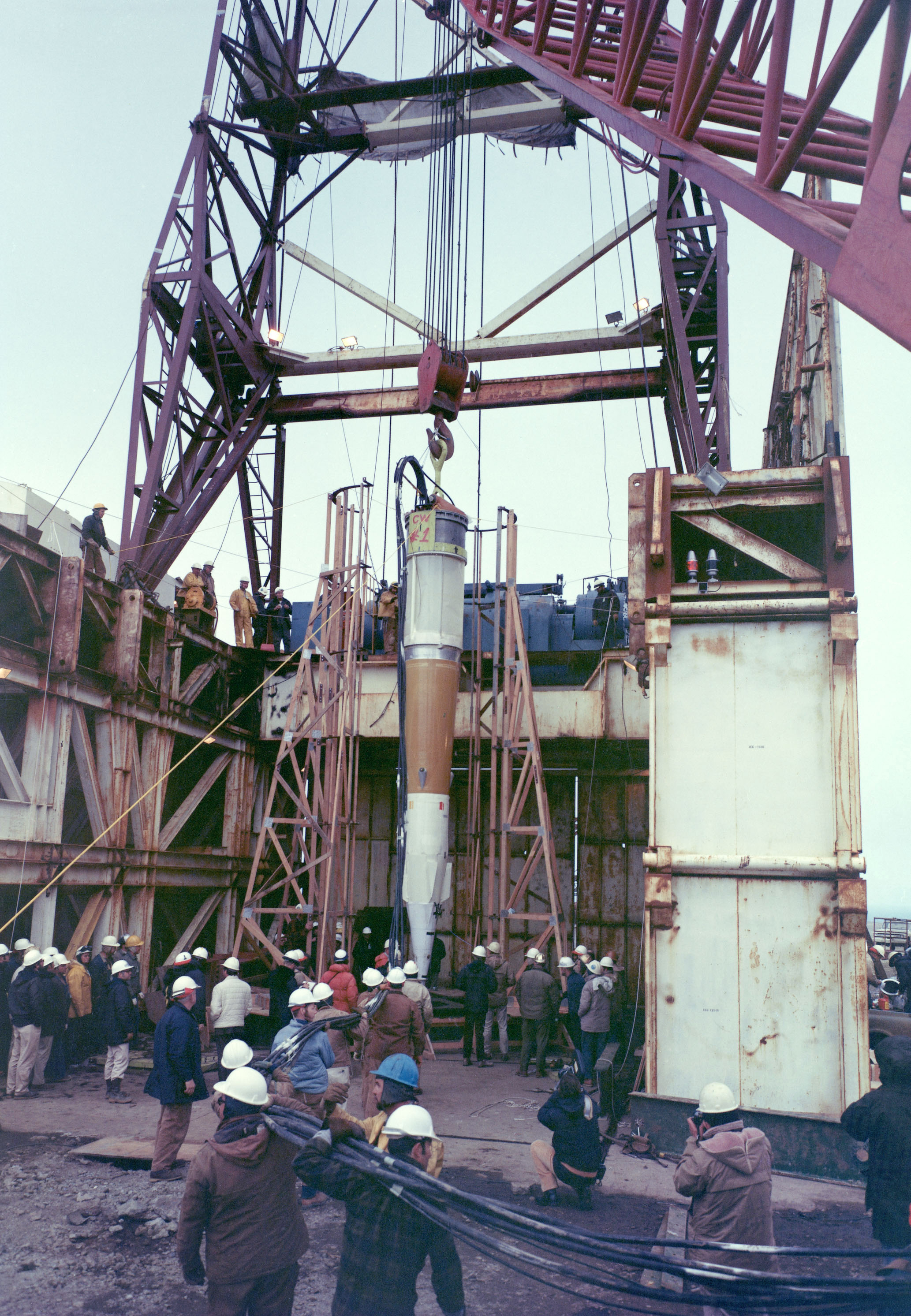
Exemple du dernier étage d'un missile anti-balistique.

La W71 était une ogive thermonucléaire américaine déployée dans les missiles Spartan. Ces missiles faisaient partie d'un système anti-balistique américain brièvement déployé dans les années 1970.

## Description
La W71 a été conçue et développée au Laboratoire national de Lawrence Livermore. Cylindrique, son diamètre mesurait 42 pouces et sa hauteur était de 101 pouces. Elle pesait environ 2 850 livres.
L'ogive avait une puissance explosive d'environ 5 mégatonnes et était optimisée pour produire des rayons X énergétiques et un minimum de débris lors d'une détonation exoatmosphérique.
Une seule ogive W71 a été testée avec succès pendant le déroulement du projet CANNIKIN, tests d'explosions souterraines qui eurent lieu dans l'île Amchitka, partie des îles Aléoutiennes en Alaska. Montée à l'intérieur de la tête d'un missile Spartan, elle a été descendue dans un puits à une profondeur de 1 870 mètres. À la suite de l'explosion le 6 novembre 1971 (temps local), la terre s'est soulevée verticalement de 4,6 mètres à une distance de 600 mètres de l'explosion. Cette explosion était équivalente à un séisme ayant une amplitude de 7,0 sur l'échelle de Richter. Deux jours plus tard, une caverne d'un mile de diamètre et de 12 mètres de hauteur s'est formée à cet endroit.
45 ogives ont été fabriquées en 1974 et en 1975. Les missiles sont entrés en service pour aussitôt être mis hors service en 1975. Les ogives ont été entreposées jusqu'en 1992 et furent démontées à ce moment.